# Elaphria costagna
Elaphria costagna är en fjärilsart som beskrevs av William Schaus 1904. Elaphria costagna ingår i släktet Elaphria och familjen nattflyn. Inga underarter finns listade i Catalogue of Life.